# Ludovicus Neefs

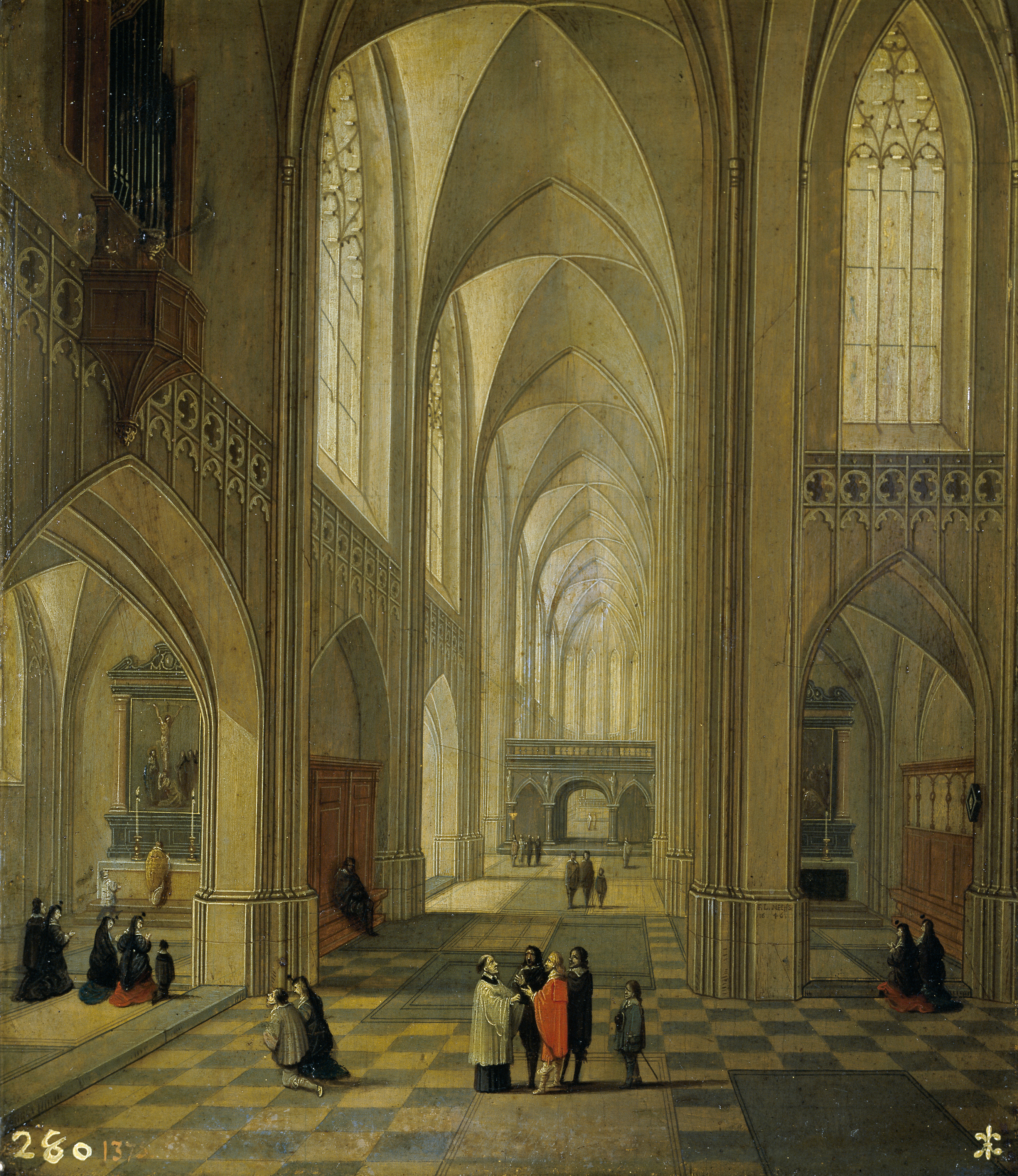
Interior de una iglesia, firmado «F.L. Neeffs / 16-46», óleo sobre tabla, 28 x 25 cm, Madrid, Museo del Prado.

Ludovicus Neefs, o Lodewijck Neeffs (Amberes, 1617–¿1649?) fue un pintor barroco flamenco, especializado en la pintura de perspectivas arquitectónicas.
Bautizado el 22 de enero de 1617, hijo de Pieter Neefs el Viejo y hermano mayor de Pieter Neefs el Joven, es el menos conocido de los tres. Dedicado como su padre y su hermano a la pintura de interiores de iglesias, es posible que le correspondan algunas de las obras a ellos atribuidas.
Lo que en la actualidad se le puede asignar, sin embargo, son únicamente tres pinturas firmadas por él: dos conservadas en el Museo del Prado (Interior de una iglesia y el Viático), ambas procedentes de la colección de Isabel de Farnesio y firmadas en 1646, con figuras de Frans Francken III, y otra conservada en la Gemäldegalerie Alte Meister de Dresde, firmada «Frater Ludovicus Neefs An. 1649». Si ello implica que Ludovicus había ingresado en alguna orden monástica, podría identificarse con un fraile de su mismo nombre fallecido en el convento de San Agustín de Amberes en noviembre de 1649, si bien la edad de 26 años que se le daba no corresponde a la que tendría el pintor en ese año.